# (37571) 1989 UE1
1989 يو إي 1 (ويعرف أيضًا باسم (37571) 1989 يو إي 1 وفق تسمية الكوكب الصغير) (بالإنجليزية: 1989 UE1)‏ هو كويكب ضمن حزام الكويكبات؛ وترتيبه 37571 من حيث الاكتشاف.
اكتُشف هذا الجُرم الفلكي بواسطة Yoshiaki Oshima ‏ في 25 أكتوبر 1989.

## وصلات خارجية
- (37571) 1989 UE1 في قاعدة بيانات مختبر الدفع النفاث لأجرام النظام الشمسي الصغيرة

- الاكتشاف · مخطط المدار ·  العناصر المدارية · المعلمات المادية

- (37571) 1989 UE1 على موقع ويكي سكاي: DSS2, SDSS, GALEX, IRAS, Hydrogen α, X-Ray, Astrophoto, Sky Map, Articles and images